# Chinnakavanam Tadulingam
Chinnakavanam Tadulingam ( 1878 - 1965) fue un botánico indio, desarrollando abundantes expediciones florísticas, siendo un pionero agrostólogo.

## Algunas publicaciones

### Libros
- 1955. A handbook of some south Indian weeds containing complete descriptions and short notes on some of the common weeds indigenous and introduced in South India (with illustrations). Con G. Venkatanarayana. Editor Superintendent, gov. press, 488 pp.

- 1932. Handbook of Some South Indian Weeds. Con G. Venkatanarayana. Editor Superintendent, Gov. Press, 356 pp.

## Honores
Miembro de
- 3 de junio de 1915: Sociedad Linneana de Londres

### Eponimia
- (Lauraceae) Actinodaphne tadulingamii Gamble[3]

- (Poaceae) Chrysopogon tadulingamii Sreek., V.J.Nair & N.C.Nair[4]

- La abreviatura «Tadul.» se emplea para indicar a Chinnakavanam Tadulingam como autoridad en la descripción y clasificación científica de los vegetales.[5]